# Siamba
Siamba (ros. Сямба) – wieś w Rosji, w rejonie wożegodskim obwodu wołogodzkiego. W 2010 r. liczyła 59 mieszkańców.